# إذاعة ميلة
إذاعة ميلة هي إذاعة جهوية تبث برامجها انطلاقا من عاصمة ولاية ميلة الجزائرية عبر تضمين التردد أو ما يعرف بموجات الآفم،89.6-89.9-92.7-93.0-95.9-102.7،وعبر القمر الصناعي AB3، وقد شرعت في البث بتاريخ 9 مارس 2009،تتنوع برامجها بين المحلية،الوطنية والإنسانية عموما خاصة في البرامج الثقافية،وقد ساهمت هذه الإذاعة في تيسير التواصل بين المسؤولين على مختلف القطاعات والمواطنين وفي تنشيط الساحة الاجتماعية والثقافية، بالبرامج والأنشطة التفاعلية المختلفة، ويدير المحطة حاليا الإذاعي الجزائري حمدي عيسى.